# Stor-Stugutjärnen
Stor-Stugutjärnen är en sjö i Kramfors kommun i Ångermanland och ingår i Ångermanälven-Gådeåns kustområde.